# The Shoes
Pour les articles homonymes, voir Shoes.
The Shoes est un groupe d'electropop français, originaire de Reims, dans la Marne.

## Biographie
Le groupe est formé en 2007 et composé de Guillaume Brière et de Benjamin Lebeau, qui sont tous deux auteurs, compositeurs et producteurs. Avant de créer The Shoes en 2007, Benjamin et Guillaume étaient les deux membres de The Film, groupe de rock qu'ils ont formé à Bordeaux en 2005. Guillaume Brière forme également le duo G. Vump aux côtés du DJ rémois Brodinski. Le groupe sort un premier album, Scandal en 2009 au Japon.
Le 7 mars 2011, le groupe sort son premier album, Crack My Bones, sur le label indépendant français Green United Music,,. L’album comprend dix titres originaux, dont neuf en collaboration avec des artistes français et internationaux tels que Esser, Wave Machines, Primary 1, Anthonin Ternant (du groupe The Bewitched Hands) et Cock 'n' Bullkid. La même année, plusieurs des morceaux de l'album ont aussi donné lieu à la réalisation de vidéoclips : Cover Your Eyes (réalisé par We are from L.A.), Wastin' Time (réalisé par Yoann Lemoine) et Stay the Same (réalisé par Daniel Wolfe). The Shoes se produisent à La Cigale lors d’un concert à guichet fermé le 9 novembre 2011. Ils font ensuite partie des dix finalistes du prix Constantin 2011 et remportent l'Innovation Award aux UK Music Video Awards 2011 avec le clip de Cover Your Eyes. L'album Crack My Bones est placé en neuvième position du classement des « 100 meilleurs albums de l’année 2011 » par le magazine Les Inrockuptibles.
Le 12 mars 2012 marque la sortie mondiale du single Time to Dance, extrait de leur premier album. Ils ont joué le titre en direct dans l’émission de Canal+ Le Grand Journal du 5 janvier 2012. Ils étaient notamment accompagnés de deux de leurs percussionnistes, les Das Galliano. Le même jour sort aussi le vidéoclip du single, réalisé à nouveau par le britannique Daniel Wolfe et avec la participation de l’acteur hollywoodien Jake Gyllenhaal, l'acteur britannique Callum Turner et une apparition en second plan de l'auteure-compositrice-interprète et danseuse FKA Twigs. La vidéo est ensuite relayée plusieurs fois sur Twitter par l'écrivain américain Bret Easton Ellis. Le 13 juin 2012, The Shoes est à l'affiche de la mythique salle parisienne de l'Olympia. Le concert, dont le groupe Rocky assurait la première partie, était complet depuis plusieurs semaines.
En août 2014, ils sont au remix d'un tube de Stevie Wonder Superstition, qui est devenu le générique de l'émission de Canal+, le Grand Journal. Le 4 novembre 2014, le groupe est invité pour fêter les trente ans de Canal+. À cette occasion, le groupe interprète en live leur remix du titre Supernature de Cerrone avec Beth Ditto. En fin d'année 2014, The Shoes joue aux côtés de Glass Animals et Chet Faker au Festival des Inrocks.
Le 2 octobre 2015, le groupe sort son deuxième album Chemicals sur le label Green United Music,. L'album comprend dix titres originaux et un bonus (Two Pills featuring Thomas Azier). On retrouve Esser sur deux titres, Blaine Harrison du groupe Mystery Jets sur deux titres et leur collègue de label, Sage.

## Style musical
Plusieurs articles de presse tels que Les Inrockuptibles et France Info classent le style musical du groupe dans le genre electropop,.

## Discographie

### Productions
- Shakira - Loca (arrangements et production additionnelle)
- Gaëtan Roussel - Ginger (arrangements, réalisation et production additionnelle)
- Mammuth - OST (cocomposition avec Gaëtan Roussel)
- Julien Doré - Kiss Me Forever (cocomposition et coécriture)
- Raphael - Pacific 31 (arrangements, réalisation et production artistique)
- Cœur de pirate - Golden Baby (arrangements, réalisation et production artistique)
- Lilly Wood and the Prick - My Best (production additionnelle)
- Yuksek - Living on the Edge of Time (arrangements et cocomposition)
- Philippe Katerine - Té-lé-phone (version radio)
- Woodkid - Iron (production) (The Golden Age)

### Synchros
- People Movin' pour le défilé printemps-été 2011 de Jean-Charles de Castelbajac
- Bored dans l'épisode 17 de la 3e saison de Gossip Girl
- Time to Dance dans : Les Infidèles, La Crème de la crème, le documentaire Mademoiselle C, le générique du Débarquement 2 sur Canal+ (version remixée de SebastiAn), et également à la fin du spectacle Baptiste Lecaplain et ses potes à la Cigale